# キチジ属
キチジ属は、 スズキ目カサゴ亜目メバル科に属する深海魚。太平洋に分布する。

## 種
2022年現在、キチジ属は、3種:
- アラスカキチジ Sebastolobus alascanus T. H. Bean, 1890 (Shortspine thornyhead)
- ヒレナガキチジ Sebastolobus altivelis C. H. Gilbert, 1896 (Longspine thornyhead)
- キチジ Sebastolobus macrochir (Günther, 1877) (Broadbanded thornyhead)

## 呼称

### 学名
学名（ラテン語）のうち属名の Sebastolobus （セバストロブス）は、ギリシア語の Σεβαστός （sebastos、セバストス、「尊厳」の意）（立派な、尊ぶべき）+lobus（ロブス/丸、葉よう（希））に由来する合成語で、西欧人名 Sebastian （音訳例：セバスチャン、セバスティアン）と同根である。
3世紀のディオクレティアヌス帝のキリスト教迫害で、柱に身を縛り付けられ、針でいっぱいのハリネズミのように多くの矢を射られ殺害されたセバスティアヌス（Sebastianus）に由来する。